# 分子遺傳學
分子遺傳學（英語：Molecular genetics）是生物學中的一個領域，專門在分子層次下研究遺傳學，這一學門使用許多分子生物學與遺傳學的研究方法 。對生物體染色體和基因表達的研究可以深入了解遺傳、遺傳變異和突變。 這在發育生物學的研究和理解和治療遺傳疾病中很有用。

## 历史

### 确认DNA为遗传因子

格里菲斯实验的过程。

1928年，弗雷德里克·格里菲斯通过格里菲斯实验发现平滑型肺炎链球菌中有一种物质能使粗糙型肺炎链球菌转化为平滑型。1944年奥斯瓦尔德·埃弗里、科林·麦克劳德与麦克林·麦卡蒂证明这种物质是DNA。1952年赫雪-蔡司實驗又一次证明遗传物质为DNA。

## 外部連結
- （英文） NCBI: Genetics Molecular（页面存档备份，存于）